# Theopompa schulzeorum
Theopompa schulzeorum — вид богомолів з родини Gonypetidae. Описаний у 2021 році.

## Назва
Вид названо на честь німецької біологині Хельги Шульце за її внесок в охорону природи на Філіппінах та в інших країнах, а також на честь німецького ентомолога Тобіаса Шульце, який неодноразово давав зразки богомолів зі своєї колекції для вивчення та описання нових видів.

## Поширення
Ендемік Філіппін. Поширений на острові Панай.